# Chulmleigh
Chulmleigh es una localidad situada en el condado de Devon, en Inglaterra (Reino Unido), con una población en 2016 de 1084 habitantes.
Se encuentra ubicada al sur de la península del Suroeste, cerca de la ciudad de Exeter y de la orilla del canal de Bristol (océano Atlántico).